# مجرزة منشار تكساس: الجيل الجديد (فلم)
مجرزة منشار تكساس: الجيل الجديد (بالإنجليزية: Texas Chainsaw Massacre: The Next Generation) هو فيلم رعب وكوميديا تم إنتاجه في الولايات المتحدة وصدر سنة 1995 بطولة ماثيو ماكونهي ورينيه زيلويغر.

## القصة
مجموعة اصدقاء بطريقهم إلى حلفة، تصطدم السيارة بإحدى الأشجار في غابات كاليفورنيا، يبحثون عن ملجأ يأويهم ولا يجدون إلا منزلا ريفيا في منتصف الغابة هو منزل (فيلمر الجزار)، وعائلته المجنونة الذين يحاولون التخلص منهم، وقتلهم بطريقة بشعة كالعادة. فهل سيستطيعون الهروب من مصيرهم المحتوم؟

## الميزانية والإيرادات
كلف الفيلم 600,000 دولار وحقق أرباح تقدر بـ 185,898 دولار.

## وصلات خارجية
مقالات تستعمل روابط فنية بلا صلة مع ويكي بيانات